# Sergei Borissowitsch Stetschkin
Sergei Borissowitsch Stetschkin, russisch Сергей Борисович Стечкин, englische Transkription Sergey Stechkin, (* 6. September 1920 in Moskau; † 22. November 1995 ebenda) war ein russischer Mathematiker, der sich mit Analysis befasste.
Stetschkin war der Sohn von Boris Sergejewitsch Stetschkin und mit dem Flugzeugpionier Nikolai Jegorowitsch Schukowski verwandt. Er begann sein Studium an der Staatlichen Universität in Gorki (an der Lomonossow-Universität war er nicht zugelassen worden, wahrscheinlich da sein Vater damals als Dissident galt), wechselte aber ein Jahr später an die Mechanisch-Mathematische Fakultät der Lomonossow-Universität, an der er 1948 bei Dmitri Jewgenjewitsch Menschow promoviert wurde (Über die Ordnung der besten Approximation stetiger Funktionen, Russisch). 1958 habilitierte er sich (russischer Doktortitel). Stetschkin war am Steklow-Institut in Moskau, dessen Ableger in Swerdlowsk er gründete und leitete (später Institut für Mathematik und Mechanik der Ural-Sparte der Sowjetischen Akademie der Wissenschaften) und er lehrte an der Lomonossow-Universität.
Er befasst sich insbesondere mit harmonischer Analysis einschließlich Anwendungen in der analytischen Zahlentheorie, Polynomen und Approximationstheorie. Stetschkin war über zwanzig Jahre Herausgeber der Zeitschrift Matematitscheskie Sametki. 1993 erhielt er die Tschebyschow-Goldmedaille der Russischen Akademie der Wissenschaften.
Zu seinen Doktoranden zählt Sergei Wladimirowitsch Konjagin.